# La verdad (novela)
La Verdad es la 25.ª novela de Mundodisco escrita por Terry Pratchett, y publicada por primera vez en el Reino Unido el año 2000 y posteriormente en España en enero del 2009. Trata del surgimiento del primer periódico de prensa libre en la ciudad de Ankh-Morpork, que nace de la idea del personaje principal de esta historia, William de Worde. 

## Argumento
William de Worde, el hijo de una familia aristocrática de Ankh-Morpork (aunque reniega de esta, y no utiliza ninguno de los derechos y privilegios de su posición social), que trabaja enviando cartas periódicas con las últimas noticias y rumores de la ciudad a ciertas personas en todo el disco (Lady Margolotta de Überwald, La Duquesa Viuda de Quirm, el Rey Verence de Lancre, el Seriph de Al Khali son nombrados). El escribía su carta, un grabador hacia una copia (en madera) de esta en la Calle de los Artesanos Hábiles, y que hiciera 5 copias con esta. Este era un proceso lento, que le llevaba buena parte del mes.
Todo esto cambia, cuando el enano Buenamontaña y su compañía de Fragua de Palabras (una Imprenta) llegan a la ciudad y hacen las cinco impresiones de la carta Mensual de William en un santiamén, y a una fracción del precio que le venían cobrando los artesanos. 
Desde este momento, William de Worde se comporta como si la conciencia de la ciudad quisiera hablar a través de él, y con la ayuda de gente inesperada, como Sacharissa Cripslock la nieta del Grabador a quien William de Worde ya no emplea por el uso de la imprenta (aunque más adelante lo emplea para tallar las iconografías); Otto Alarido, un vampiro perteneciente al Movimiento de Templanza de Überwald, convertido en iconógrafo, a pesar de que el flash de este lo reduce a cenizas cada vez que saca una foto; y Rocky, un troll ex boxeador, convertido en Editor de Quejas, Degolladuras y Latigazos (sobre todo por la costumbre de la gente de Ankh-Morpok en venir a quejarse de todo, y la insistencia de venir con armas a presentar dicha queja). Con esta gente (y algunas más que se van sumando), William funda el The Ankh-Morpok Times (Los Tiempos de Ankh-Morpok, clara referencia a muchos diarios, como el The New York Times) bajo el lema de The Truth will make you free · Extra! (La verdad os hará libres · ¡Extra!). A la vez, el Gremio de Grabadores inicia su propia imprenta y su propio diario (un diario amarillista en el caso de la gente del Gremio) los cuales comienzan a establecer las bases de la prensa libre. 
Mientras tanto, se ven las desventuras de los dos (y únicos) empleados de la Nueva Empresa, el Sr. Alfiler y el Sr. Tulipán (Pin y Tulip en el original), que son contratados a través del Sr. Slant (el mejor abogado de la ciudad, quien es un zombi, y ha estado ejerciendo la abogacía por algunos cientos de años) por sus misteriosos clientes, para que la firma haga unos arreglos (a través de un sello cerrado, ya que al Sr. Slant no le gusta enterarse de este tipo de arreglos). De esto resulta en que el Patricio sea arrestado por intento de asesinato, de su asistente personal, siendo el único testigo el perro de este, Galletas, un terrier muy entrado en años. Este hecho deviene en el arresto del Patricio por la Guardia de la ciudad de Ankh-Morpork. 
Y en la absolución de este, la prensa jugará un papel clave.

## Traducciones
- Истината (Bulgarian)
- Pravda (Czech)
- De waarheid (Dutch)
- Tõde (Estonian)
- Totuus (Finnish)
- La Vérité (French)
- Die volle Wahrheit (German)
- Prawda (Polish)
- Правда (Russian)